# Dietrich Albrecht (Fußballspieler)
Dietrich Albrecht (* 4. Februar 1940 in Danzig, heute Polen) ist ein ehemaliger US-amerikanischer Fußballspieler polendeutscher Abstammung.

## Karriere

### Verein
Albrecht begann seine Profikarriere bei den Philadelphia Spartans. Danach spielte er bei den Cleveland Stokers und den Baltimore Bays. 1970 wechselte er nach Österreich zum SK Sturm Graz. Nach einem Jahr in Europa beendete er seine Profikarriere.

### Nationalmannschaft
Albrecht debütierte 1968 für die US-amerikanische Nationalmannschaft. Ein Jahr später absolvierte er sein letztes Spiel.